# 포르키스

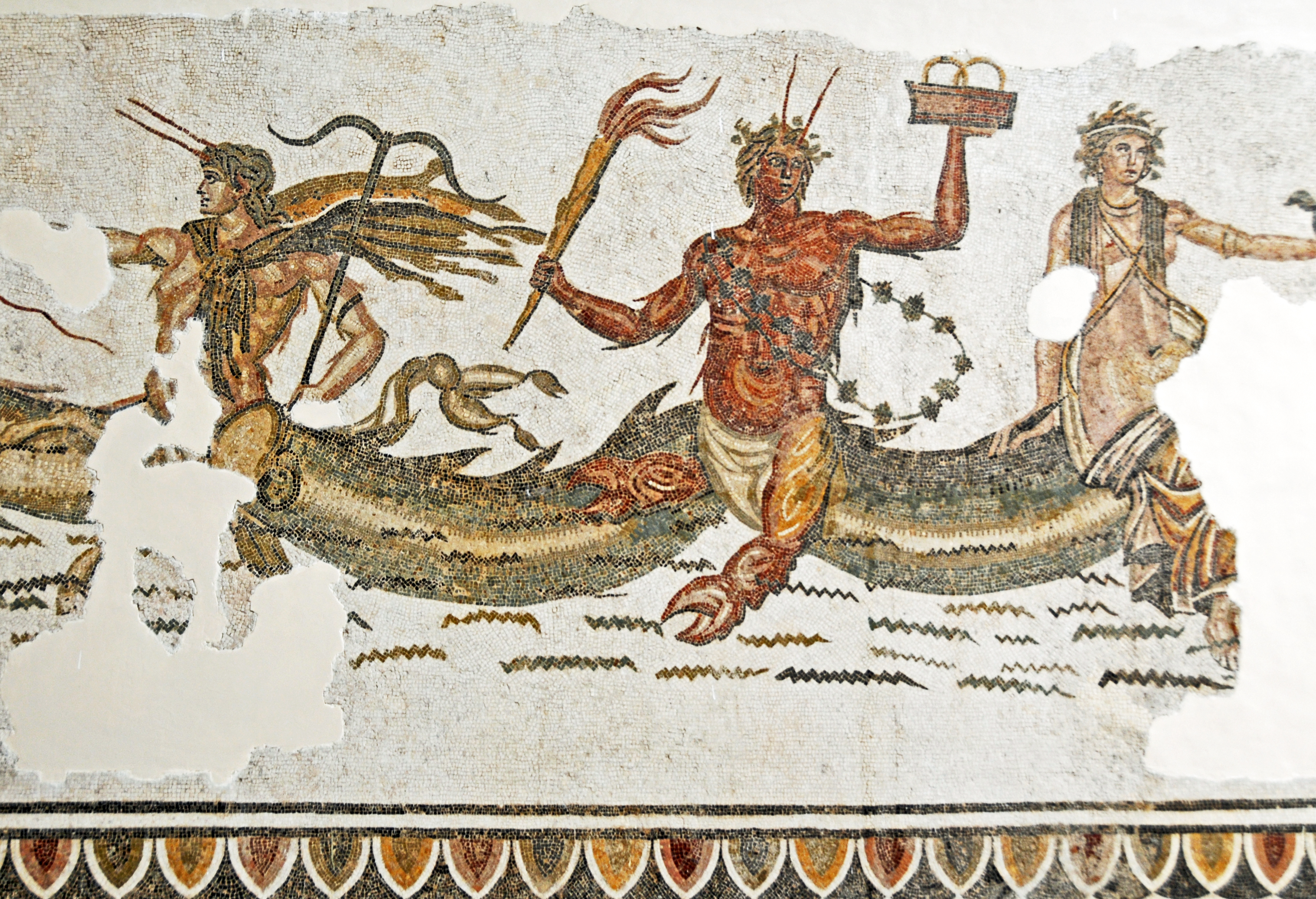

포르키스 또는 포르퀴스(그리스어: Φόρκυς)는 그리스 신화에 나오는 ‘바다의 신’ 또는 ‘바다 괴물’로 가이아와 폰토스 사이에서 태어난 아들이다. 별명은 "바다의 노인(老人)"이다.

## 바다의 노인
오르페우스 종교에서 포르키스는 크로노스, 레아와 함께 오케아노스와 테티스의 첫 번째 후손으로 본다. 그리스-로마의 모자이크 등 미술작품에서 포르키스는 물고기 꼬리를 한 인어로 묘사되는데 양팔은 게처럼 집게가 달려있고 빨간 뿔이 달린 피부를 가지고 있는 괴물로 나타난다.
포르키스는 남매지간이면서 역시 바다의 괴물인 케토와 결혼하여 많은 자식들을 낳았는데 대부분 바다와 관련된 괴물이었다. 포르키스와 케토스 사이에서 태어났다고 전해지는 후손들은 다음과 같다. 그러나 대체로 다음에 나오는 이름들은 바다와 관련한 괴물들로 부모나 조상이 정확하게 포르키스와 케토스라고 밝혀진 것은 아니다.
- 에키드나 : 거대한 뱀의 형상
- 고르고 : 다음 세명의 고르곤 자매들로 유명함
  - 에우리알레(멀리 떠돌아다니는 여자)
  - 스텐노(힘쎈 여자)
  - 메두사(여왕) : 세 자매들중 메두사만이 죽을 운명으로 태어나 페르세우스에게 죽임을 당함
- 그라이아이(노파들) : 날때부터 백발의 노파의 모습임, 페프레도, 엔뉘오
- 라돈 : 역시 거대한 뱀

## 트로이 전쟁의 인물
호메로스의 일리아스에도 나오는데 그는 파이놉스의 아들이었다. 아스카니오스와 함께 프리기아인들을 지휘하여 트로이를 방어하는 장군이었는데 텔라몬의 아들, 아이아스의 손에 죽었다.